# La Unión
La Unión este un municipiu din departamentul Antioquia, Columbia.